# Antoine Olphi dit Galhard
Pour les articles homonymes, voir Galliard.
Pour les autres membres de la famille, voir Famille Olphe-Galliard.
Antoine Olphi dit Galhard est un consul de Gap qui tenta, en vain, d'empêcher les prédications du réformateur protestant Guillaume Farel en 1561.

## Biographie

### Famille
Descendant d'une famille de notaires à Gap, Antoine Olphi dit Galhard est le fils de Jean Olphi dit Galhard.
Antoine Olphi dit Galhard, notaire royal, est également procureur fiscal de l'évêque et seigneur de Gap, Gabriel de Clermont. Il fut chargé, en 1513 de la réfection des cadastres de la cité.
En 1531, Gabriel de Clermont signe un traité au sujet d'une reconnaissance des privilèges de la ville en présence d'Antoine Olphi, notaire, Claude Olier de Monjeu, bailli, et les consuls de la cité. Antoine Olphi dit Galhard démissionne de sa charge de procureur fiscal au château de la Bâtie-Neuve en 1553.
Il épouse Jeanne Mazet, fille de noble André Mazet, notaire à Corps, et de Marguerite de Poligny. Ils eurent dix enfants dont : 
- Jeanne[8], morte en 1547. Mariée à Jacques de Patras[9], notaire, seigneur d'Agnières.
- Claude[8], épouse avant 1547 Antoine Bernard du Moulin, et en secondes noces Gaspar de Gautier, juge de Gap, lieutenant particulier au bailliage[10],[11].
- Marguerite[8], vivant en 1547. Mariée à Benoît du Buysson[10].
- Antoine II[12], mort en 1573. Seigneur de Rambaud[13], procureur d'office et greffier des cours épiscopales, il fut aussi nommé receveur des droits épiscopaux. Il embrasse la religion réformée et épouse Catherine Farel[14],[15], fille de Pierre et de Clairmonde de Cazeneuve, cousine du réformateur Guillaume Farel. Ensemble, ils quittent Gap avec les autres protestant de la ville. Il est enterré dans la chapelle Saint-Antoine de la cathédrale de Gap.
- Gaspar Galhard[16], décédé en 1586. Consul de Gap, docteur en droit, avocat et juge à Gap. Il fut également clerc, bénéficier des chapelles Bonafosse, Notre-Dame de Pitié, Notre-Dame de la consolation, Ste-Catherine, et de la Ste-Trinité. Il est mis en possession de quatre chapelles de la cathédrale de Gap.
- Jacques[17], décédé en 1571. Capitaine de Gap, procureur d'office. Il faisait partie des troupes catholiques envoyées à Tallard en 1563 dans le cadre de la Paix d'Amboise[17]. Epouse Eleyne Reynard d'Avançon[18].
- Pierre Olphi dit Galhard, décédé en 1585. Chanoine du chapitre de la cathédrale de Gap[19]. Apostasie, il devient écuyer[19], seigneur de Châteauvieux et de Montmorin, propriétaire de la maison forte de la Tour et du château de Montmorin[19],[20]. Il est également procureur d'office de l'évêque et seigneur de Gap, Gabriel de Clermont[21]. Il épouse Marie de Nicat, fille de François de Nicat de Montmorin[22],[23].

Antoine Olphi dit Galhard est enterré, vers 1561, dans la chapelle Saint-Antoine de la cathédrale de Gap.

### Démêlés avec Guillaume Farel
Le 30 octobre 1561, les consuls de Gap présentent une requête au vicaire général afin d'empêcher les prédicateurs : «ne prêchant pas la parole de Dieu suivant les droits et édits du Roi». Le conseil épiscopal prit, le 1er novembre, une délibération en ce sens.
Le 15 novembre, Guillaume Farel était rentré à Gap, sur la demande de ses coreligionnaires, et prêcha dans la chapelle Sainte-Colombe. Antoine Olphi dit Galhard prit des mesures pour le maintien de l'ordre extérieur en raison de l'affluence du peuple. Lamotte-Gondrin, gouverneur du Dauphiné, ordonna des poursuites contre Guillaume Farel qui ne furent pas suivis d'effets par les consuls qui craignaient des troubles qui pouvaient résulter de ce conflit.